# 楔齒龍科
楔齒龍科（Sphenacodontidae）是合弓綱盤龍目的一科，生存在賓夕法尼亞紀晚期到二疊紀中期。楔齒龍科的體型從小到大都有，原始的物種（例如哈普托獸）通常尺寸較小，約60公分到1公尺；但在二疊紀早期，這些動物逐漸長大到3公尺甚至更長，成為牠們所處環境中的頂級掠食動物。
楔齒龍科的化石到目前為止僅在北美與歐洲發現。

## 定義
楔齒龍科其實是個並系群，是根據原始的合弓類特徵來定義；這些動物構成由從原始的合弓動物到早期獸孔目的演化階段。楔齒龍類是用來命名楔齒龍與所有它的後代（包括哺乳類）的單系群演化支；而楔齒龍科包括特定的盤龍目生物，不包括更早期的原始物種，像是：哈普托獸、Palaeohatteria、Pantelosaurus、與Cutleria（在早期的遺傳學分類中都被分在哈普托獸）。在1997年，M. Laurin與R. Reisz將楔齒龍類演化支定義為：楔齒龍與獸孔目的最近共同祖先與其最近共同祖先的後代，由特定的頭骨特徵定義。

## 特征
楔齒龍科的頭骨是長、深、狹窄的，是強壯下頜肌肉的適應結果。前方的牙齒大、呈匕首狀，兩旁與後方的牙齒較小。異齒龍的名稱來自於「兩種尺寸的牙齒」，雖然楔齒龍科的所有屬都有這種特徵。
楔齒龍科的幾個大型物種（切齒龍、櫛椎龍、異齒龍）的背部有高大背帆，由脊椎神經棘延長、表面應該覆蓋者皮膚與血管，這背帆被推測有調解體溫作用。然而，這些動物不一定都擁有高大帆狀物。例如：其中一屬，楔齒龍，化石在新墨西哥發現，缺乏背帆；而另一類似且血緣親近的屬，異齒龍，化石在德州發現，擁有高大背帆。在二疊紀期間，這兩個地區被狹窄的海道分開，但目前還不清楚為什麼被地理上分離的群體，會一群演化出背帆，而另一群沒有。